# Kuban, Ryssland

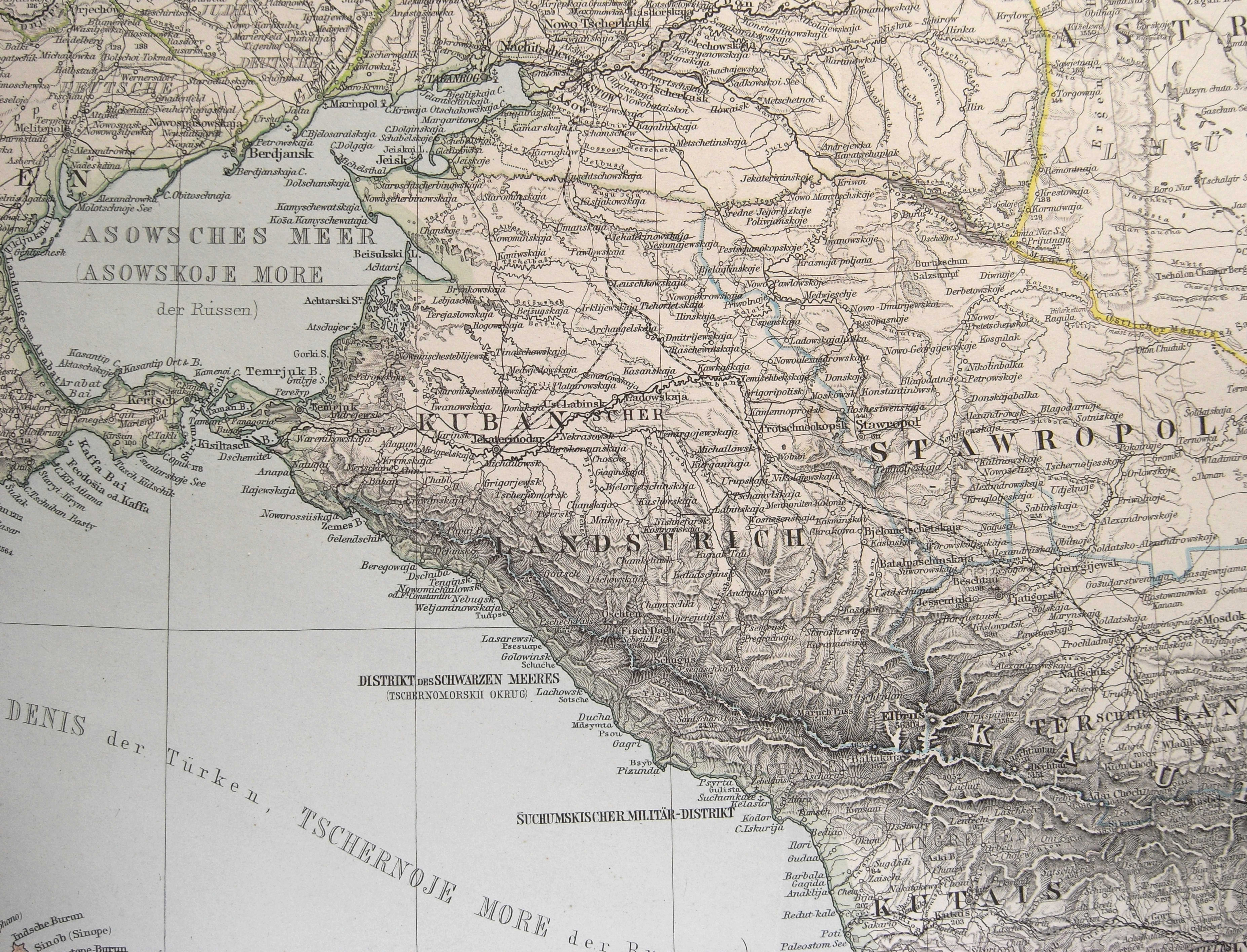
Kuban på en karta från 1892.

Kuban (ryska: Кубань; adygeiska: Пшызэ, Psjyze) är ett geografiskt område i södra Ryssland. Floden Kuban rinner genom området. Krasnodar kraj används ofta som synonym till Kuban, både officiellt och inofficiellt. 